# La Vie devant ses yeux
Pour les articles homonymes, voir La Vie devant ses yeux.
Pour plus de détails, voir Fiche technique et Distribution.
La Vie devant ses yeux (The Life Before Her Eyes, titre original en anglais) est un film américain réalisé par Vadim Perelman, sorti en France le 17 septembre 2008 et tiré du roman homonyme de Laura Kasischke.

## Synopsis
Diana, lycéenne à Briar Hill, est bouleversée par un terrible drame : un étudiant tue ses camarades de classe et ses professeurs.
Quinze ans plus tard, Diana semble avoir surmonté cette tragédie ; elle est mariée, a une fille et a théoriquement tout pour être heureuse, mais la tragédie qu'elle a vécue l'obsède encore. À l'époque du drame, elle est amie avec Maureen. La tragédie avait fait la une des journaux ; pourtant, tout n'a pas été dit. Derrière cette affaire se cache un secret qui depuis ronge sa vie.

## Fiche technique
- Réalisation :
- Scénario : Emil Stern d'après le roman de Laura Kasischke
- Musique : James Horner
- Image: Pawel Edelman
- Montage : David Baxter
- Dates de sortie :
  - 8 septembre 2007 (Festival international du film de Toronto ( Canada)
  - 17 septembre 2008 ( France)

## Distribution
- Uma Thurman (VF : Juliette Degenne) : Diana McFee
- Evan Rachel Wood (VF : Alexandra Garijo) : Diana jeune
- Eva Amurri (VF : Ingrid Donnadieu) : Maureen
- Brett Cullen (VF : Lionel Tua) : Paul McFee
- Gabrielle Brennan : Emma McFee
- Oscar Isaac : Marcus